# Игра Пенни
Игра Пенни  — нетранзитивный парадокс, найденный Уолтером Пенни.

## Описание
Описание парадокса впервые было опубликовано в октябре 1969 года в журнале «Journal of Recreational Mathematics». Суть этого парадокса сводится к следующему: пусть А и Б играют в такую игру — сначала А выбирает произвольную двоичную последовательность (например, из нулей и единиц) длины 3 и показывает её игроку Б. Затем Б делает то же самое. Далее игроки строят случайную двоичную последовательность, в которой появление 0 и 1 равновероятно (например, бросают монету, считая выпадение орла за 1 и решки за 0). Выигрывает тот игрок, чья последовательность встретится раньше в этой случайной последовательности. Например, пусть игрок А выбрал тройку 001, а игрок Б — тройку 100. Пусть при 5-кратном бросании монеты получилась случайная последовательность 10100. Последние 3 цифры в ней — 100 — совпадают с тройкой, выбранной игроком Б, а тройка А не встретилась, поэтому после 5-го бросания монеты игрок Б выигрывает. Парадокс заключается в том, что для любой тройки игрока А найдётся такая тройка, которая выигрывает у неё с вероятностью, большей 1/2. То есть нет «самой сильной» тройки, для любой тройки найдётся более «сильная», которая выигрывает у неё с вероятностью, большей половины. Шансы на выигрыш у игрока Б в худшем случае равны 2/3. Если от троек перейти к четвёркам исходов, то шансы игрока Б на выигрыш станут ещё выше.
Мартин Гарднер по этому поводу пишет: 

Ситуация эта малоизвестна, и большинство математиков просто не могут поверить в неё, когда слышат об открытии Пенни. Это — заведомо самое красивое надувательство (если надувательство может быть красивым), рассчитанное на простака.— Гарднер Мартин. «Путешествие во времени»
В следующей таблице приведены вероятности выигрыша игрока Б с тройками исходов.
| АБ  | 000  | 001  | 010  | 011 | 100 | 101  | 110  | 111  |
| --- | ---- | ---- | ---- | --- | --- | ---- | ---- | ---- |
| 000 |      | 1/2  | 2/5  | 2/5 | 1/8 | 5/12 | 3/10 | 1/2  |
| 001 | 1/2  |      | 2/3  | 2/3 | 1/4 | 5/8  | 1/2  | 7/10 |
| 010 | 3/5  | 1/3  |      | 1/2 | 1/2 | 1/2  | 3/8  | 7/12 |
| 011 | 3/5  | 1/3  | 1/2  |     | 1/2 | 1/2  | 3/4  | 7/8  |
| 100 | 7/8  | 3/4  | 1/2  | 1/2 |     | 1/2  | 1/3  | 3/5  |
| 101 | 7/12 | 3/8  | 1/2  | 1/2 | 1/2 |      | 1/3  | 3/5  |
| 110 | 7/10 | 1/2  | 5/8  | 1/4 | 2/3 | 2/3  |      | 1/2  |
| 111 | 1/2  | 3/10 | 5/12 | 1/8 | 2/5 | 2/5  | 1/2  |      |
Чтобы найти выигрышную тройку, в верхней строке таблицы найдите тройку игрока А, а в её столбце ищите максимальное число. В строке с этим числом в левом столбце будет стоять тройка игрока Б, которая выигрывает против заданной тройки игрока А с максимальной вероятностью. Например, пусть игрок А выбрал тройку 000. В 1-м столбце таблицы ищем наибольшее число, это 7/8. В левом столбце строки с числом 7/8 читаем тройку игрока Б 100, которая выигрывает против тройки 000 с вероятностью 7/8. Действительно: если при бросании монеты последовательность не начинается на 000, то, когда эта тройка впервые появится в случайной последовательности, ей будет предшествовать 1, а это значит, что тройка 100 встретилась раньше, и игрок Б выиграл. Тройка 000 выигрывает против тройки 100, только если 000 встретится в самом начале
случайной последовательности, а вероятность этого равна 1/8.
Оптимальная стратегия для первого игрока (для любой длины последовательности не менее 4) была найдена венгерским математиком и криптографом Яношем Чириком.